# Ligne 269 (Infrabel)

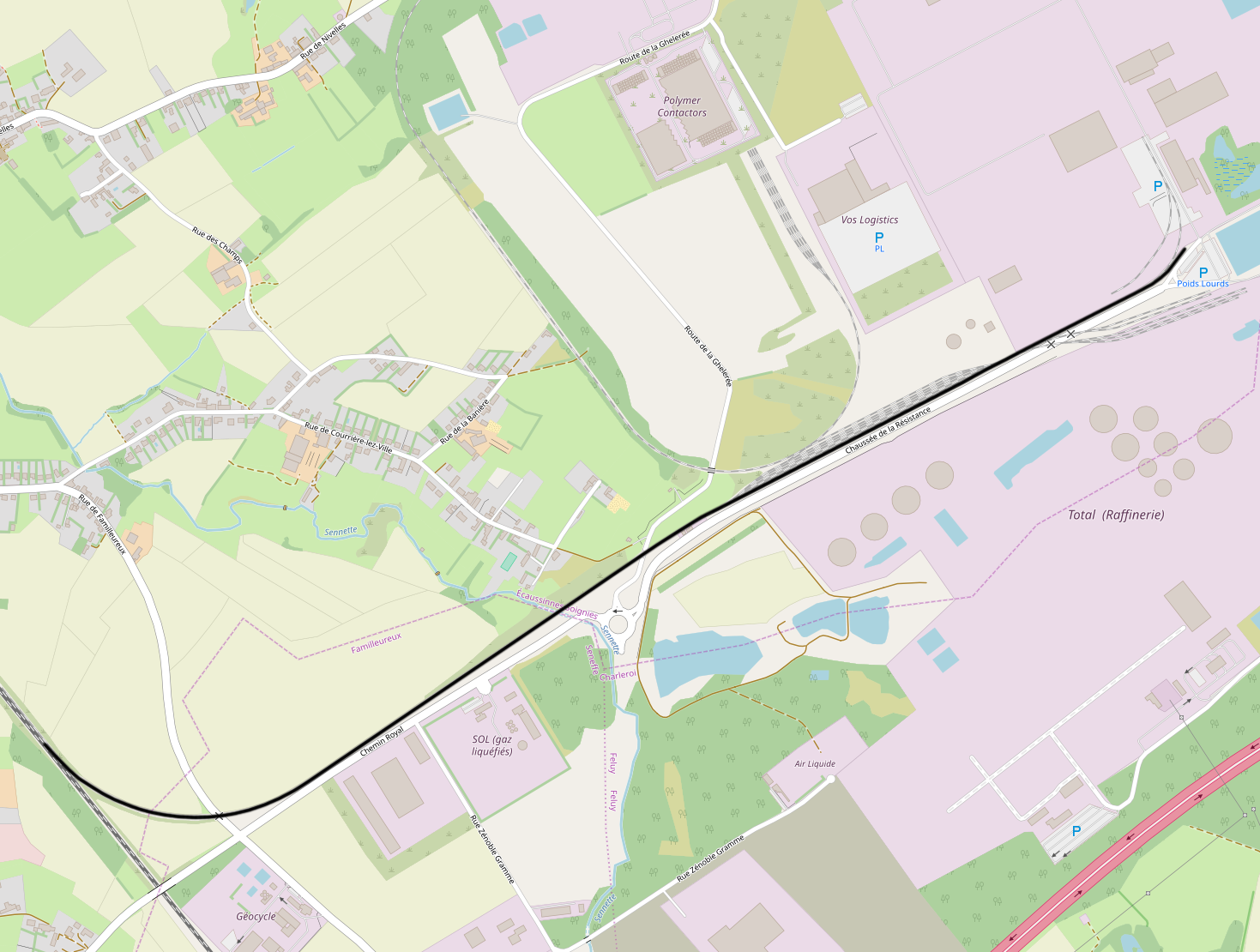
Plan de la ligne 269

La ligne 269 est une ligne ferroviaire industrielle belge de la commune de Seneffe.

## Historique
La ligne 269 est connectée à la ligne 117 entre Familleureux et Marche-les-Écaussinnes et aboutit le long du Canal Bruxelles-Charleroi près de Feluy.

## Caractéristiques
Il s'agit d'une ligne à voie unique utilisée exclusivement par le trafic marchandises. Elle est électrifiée (3000 volts courant continu) à voie unique sur toute sa longueur (1,9 km) et débouche sur un faisceau de sept voies (dont quatre électrifiées). Elle est parcourable à 40 km/h maximum.
Si la ligne, elle-même est électrifiée, aucun des embranchements ne l'est, il existe une petite section sous tension au-delà du faisceau qui permet la manœuvre des locomotives électriques.
Elle assure la desserte du zoning industriel de Feluy, avec notamment le dépôt pétrolier de Feluy qui alimente une grande partie du pays. Le zoning de Feluy dispose également d'un bassin dédié le long du canal.